# Into the Storm (álbum)
Into the Storm es un álbum de estudio de la agrupación alemana de heavy metal Axel Rudi Pell, publicado en el 2014 por Steamhammer/SPV y producido por Axel Rudi Pell y Charlie Bauerfeind.

## Lista de canciones
1. "The Inquisitorial Procedure (Intro)"
2. "Tower Of Lies"
3. "Long Way To Go"
4. "Burning Chains"
5. "When Truth Hurts"
6. "Changing Times"
7. "Touching Heaven"
8. "High Above"
9. "Hey Hey My My"
10. "Into The Storm"

### Bonus tracks
1. "White Cats (Opus # 6: Scivolare)"
2. "Way To Mandalay"

## Créditos
- Johnny Gioeli - voz
- Axel Rudi Pell - guitarra
- Volker Krawczak - bajo
- Bobby Rondinelli - batería
- Ferdy Doernberg - teclados